# Quintus von Smyrna

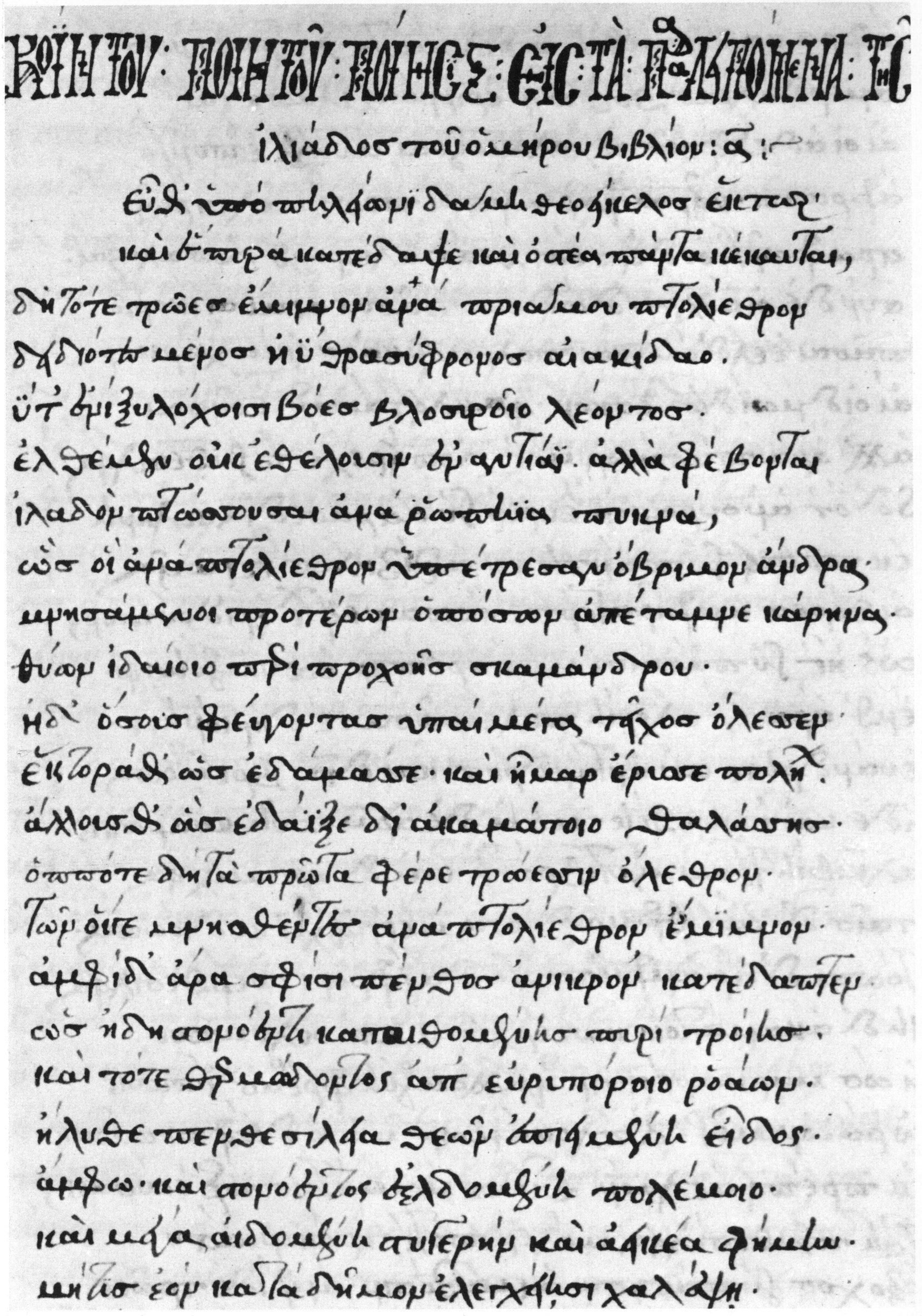
Quintus von Smyrna, Posthomerica I 1–22 in einer von Konstantinos Laskaris im Jahr 1496 geschriebenen Handschrift. Rom, Biblioteca Apostolica Vaticana, Vaticanus Ottobonianus graecus 103, fol. 5r

Quintus von Smyrna (lateinisch Quintus Smyrnaeus) war ein antiker griechischer Dichter wohl des 3. Jahrhunderts. Er verfasste ein erhaltenes Epos Τὰ μεθ’ Ὅμηρον (ta meth’ Homeron, „Nachhomerisches“, oft zitiert unter dem lateinischen Titel Posthomerica), in dem er Stoffe des trojanischen Sagenkreises verarbeitete.

## Leben und Werk
Über das Leben des Quintus von Smyrna ist fast nichts bekannt. Er lebte wahrscheinlich im 3. Jahrhundert; allerdings ist diese Datierung unsicher. Seinen Namen bezeugen die byzantinischen Gelehrten Eustathios von Thessalonike und Johannes Tzetzes sowie Scholien zu Homer. Dass er aus der kleinasiatischen Stadt Smyrna (heute Izmir) stammte, wird aus einem autobiographisch wirkenden Abschnitt seines Epos geschlossen, laut dessen er sich schon in früher Jugend in der Kunst der Poetik versucht habe, als er Schafe nahe dem Tempel der Artemis im Gebiet von Smyrna hütete. Vielleicht handelt es sich dabei aber um eine dichterische Fiktion, denn schließlich soll Smyrna auch die Heimat Homers gewesen sein. Quintus’ Selbstbeschreibung als „Hirte“ ist vielleicht ein literarischer Topos, bei dem Hesiod als Vorlage gedient haben könnte.
Quintus’ Epos Τὰ μεθ’ Ὅμηρον ist sein einziges überliefertes Werk, gehört zu den Nachfolgewerken des verloren gegangenen griechischen Epen-Kyklos um Troja und schildert in 14 Büchern bzw. 8772 Versen den sich an Homers Ilias anschließenden Sagenstoff bis zum Einsetzen der Odyssee. Das Werk ist in viele aufeinanderfolgende, mehr oder weniger unabhängige Einzelerzählungen gegliedert und seine einzelnen Bücher jeweils in sich relativ abgeschlossen.
Das erste Buch der Posthomerica beginnt mit den Begebenheiten nach Hektors Tod. Es erzählt nach der bei den Trojanern über das Ableben ihres Heros herrschenden Trauer von Penthesilea, der Königin der Amazonen, die den Trojanern zu Hilfe eilt, aber schließlich vom griechischen Helden Achilleus getötet wird. Ankunft, Heldentaten und Tod des Memnon, Sohnes der Eos, werden im zweiten Buch geschildert, während das dritte über das Ende des Achilleus handelt, der vom Gott Apollon mit einem Pfeilschuss niedergestreckt wird. Die Bücher 4 und 5 führen die Erzählung mit der Darstellung der Leichenspiele zu Ehren von Achilleus, des Streites des großen Ajax mit Odysseus um Achilleus’ Waffen sowie des Wahnsinns und Selbstmordes des Ajax nach dessen hierbei erlittener Niederlage fort. Damit haben die ersten fünf Bücher der Posthomerica denselben Stoff zum Inhalt wie die verlorene, wesentlich ältere Aithiopis, die Arktinos von Milet zugeschrieben wird.
Nachdem sodann im sechsten Buch die Ankunft des Eurypylos in Troja zwecks Unterstützung der belagerten Stadt berichtet ist, folgt im siebten Buch die Beschreibung des Eintreffens des von der Insel Skyros herbeigeholten Sohns des Achilleus, Neoptolemos, der schließlich Eurypylos tötet, wie das achte Buch ausführt. Die Rückholung des Philoktetes in den Krieg nach dessen lange dauerndem, einsamem Exil auf Lemnos gehört zum Stoff des neunten Buches, woraufhin im zehnten der Tod des Paris und Selbstmord der Oinone folgen, welche Letztere Paris nicht hatte heilen wollen. Nach dem Bericht über den letzten erfolglosen Erstürmungsversuch Trojas durch die Griechen im elften Buch wird im zwölften die Erbauung des Trojanischen Pferdes sowie im dreizehnten die Eroberung und Zerstörung der Stadt erzählt. Das Epos schließt mit der im vierzehnten Buch dargestellten Versöhnung von Helena und Menelaos sowie dem Aufbruch der Griechen in ihre Heimat, wobei sie von einem Seesturm heimgesucht werden und der kleine Ajax im Meer versinkt.
Mit dem Fortschreiten des Epos ist eine künstlerische Reifung seines Verfassers zu registrieren. Quintus’ rhetorische Schulung ist insbesondere bei den seinen Figuren in den Mund gelegten langen Reden sichtbar. Der literarische Stil ist nüchtern und geradlinig, die Sprache im Wesentlichen an Quintus’ Vorbild Homer orientiert, doch finden sich auch Spuren der Verwendung von Ausdrucksweisen späterer Dichter.  Im Laufe der Handlung treten mehrfach charakterlich miteinander kontrastierende Personen auf, so etwa der intelligent-listige Odysseus und der aufrichtig tapfere große Ajax; auch der Wahnsinn der Amazonenkönigin wird der Mäßigung Memnons gegenübergestellt. An den Platz von Homers Achilleus tritt als Hauptfigur Neoptolemos, der als idealisierter Held dargestellt wird. Manche Heroen werden auch entgegen der Überlieferung charakterlich glorifiziert gezeichnet. Die Vorstellung einer über allem thronenden göttlichen Gerechtigkeit durchzieht das gesamte Werk.
Die Frage, auf  welche Quellen Quintus von Smyrna sich für die Abfassung seines Epos stützte, ist schwierig zu beantworten und hat zu teilweise umstrittenen Ergebnissen geführt. Vermutlich verwendete er nicht die alten Gedichte des epischen Kyklos, sondern u. a. ein mythographisches Handbuch, wie viele inhaltliche Übereinstimmungen mit der in die gleiche Kategorie fallenden Bibliotheke des Apollodor nahelegen. Die Mythographie benutzte Quintus zur Erstellung eines groben Rasters und füllte diesen mit diversen griechischen Dichtern wie Sophokles, Euripides, Apollonios von Rhodos sowie vielleicht weiteren hellenistischen Poeten entnommenem Stoff auf. Bei mancherlei Details lassen sich stoffliche Berührungen mit der Dictys Cretensis zugeschriebenen Darstellung des Trojanischen Kriegs konstatieren. Nicht eindeutig geklärt ist bis heute, ob Quintus auch römische Dichter wie Vergil, Ovid und Seneca direkt heranzog oder ob inhaltliche Entsprechungen mit einigen Passagen von deren Werken auf Benutzung gemeinsamer griechischer Vorlagen beruhen. So scheint z. B. die Schilderung der Verwendung einer testudo bei der Belagerung Trojas nach der Darstellung in Vergils Aeneis geformt zu sein, ebenso verschiedene Szenen des 12. und 13. Buches der Posthomerica nach entsprechenden Stellen des zweiten Buches der Aeneis.
Quintus von Smyrna wurde seinerseits von etlichen nachfolgenden Dichtern gelesen und diente vor allem Tzetzes als wichtige Quelle für dessen Posthomerica. Die einzige erhaltene Handschrift von Quintus’ Epos wurde 1450 von Kardinal Bessarion in Otranto in Kalabrien entdeckt und die Editio princeps des Werks 1504/05 durch Aldus Manutius besorgt.

## Textausgaben und Übersetzungen

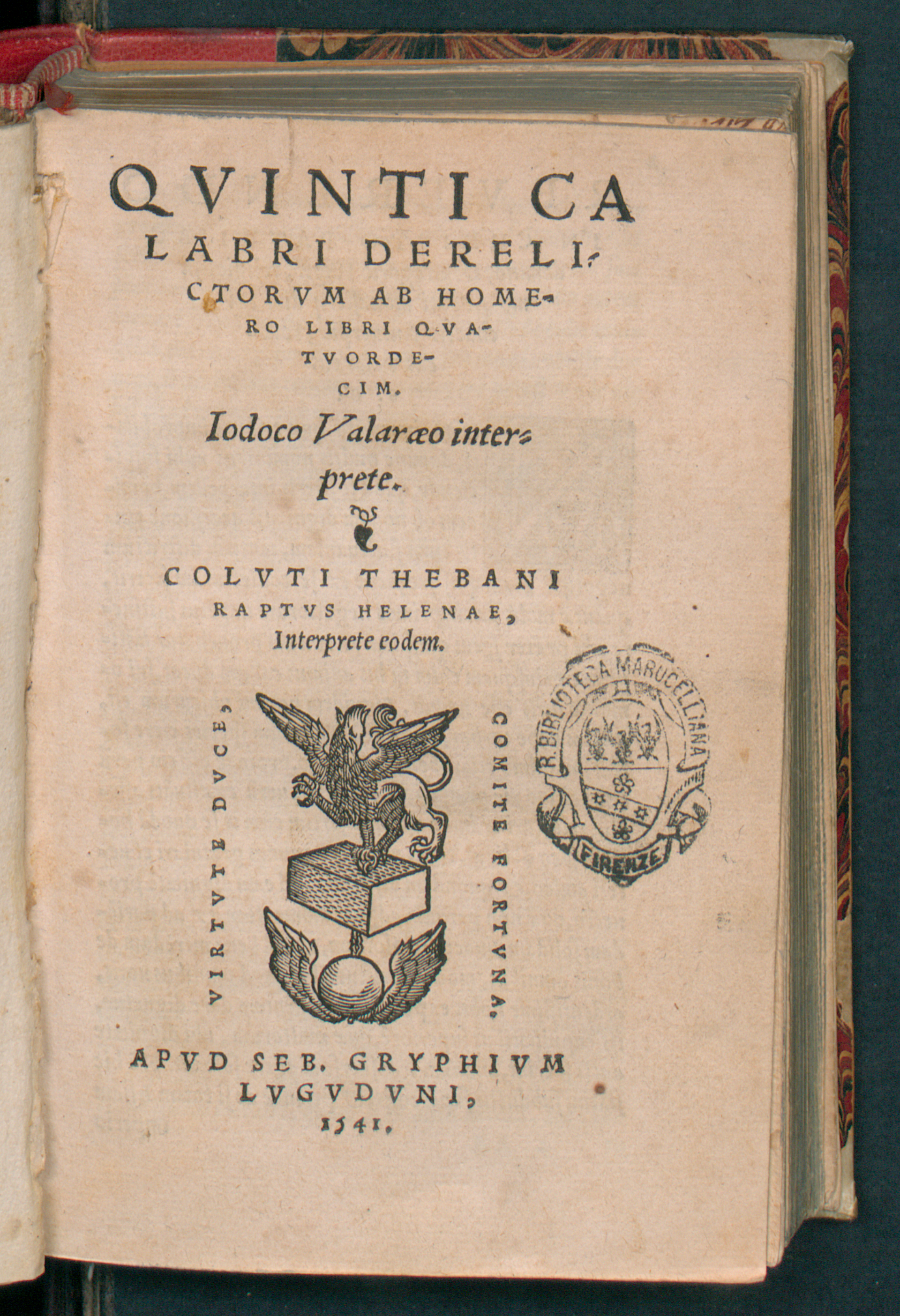
Posthomerica, 1541

- Quintus Smyrnaeus: Posthomerica. Griechisch und Englisch, hrsg. und übers. von Neil Hopkinson, Cambridge (Mass.) 2018.
- Quintus von Smyrna: Der Untergang Trojas. Griechisch und Deutsch, hrsg., übers. und komm. von Ursula Gärtner. 2 Bände, Darmstadt 2010.
- Giuseppe Pompella (Hrsg.): Quinti Smyrnaei Posthomerica. Hildesheim, Zürich und New York 2002.
- Quintus de Smyrne: La suite d’Homère. Griechisch und Französisch, hrsg. und übers. von Francis Vian. 3 Bände, Paris 1963–1969.
- Quintus Smyrnaeus: The Fall of Troy. Griechisch und Englisch, hrsg. und übers. von Arthur S. Way, London 1913. (Mehrere Nachdrucke)
- Albert Zimmermann (Hrsg.): Quinti Smyrnaei Posthomericorum libri XIV. Leipzig 1891. (Textkritische Ausgabe, Nachdruck: Stuttgart 1969)
- Quintus Smyrnaeus: Die Fortsetzung der Ilias. Dt. in der Versart der Urschrift von Johann Jakob Christian Donner. 5  Bände, Stuttgart 1866–1867. (Mehrere Auflagen)

## Kommentare
- Silvio Bär: Quintus Smyrnaeus ‘Posthomerica’ 1. Die Wiedergeburt des Epos aus dem Geiste der Amazonomachie. Mit einem Kommentar zu den Versen 1–219 (= Hypomnemata. Untersuchungen zur Antike und zu ihrem Nachleben. Band 183). Vandenhoeck & Ruprecht, Göttingen 2009, ISBN 978-3-525-25293-2.
- Marco Campagnolo: Commento al secondo logos dei Posthomerica di Quinto Smirneo. Dissertation, Universität Venedig 2011/2012 (online).
- Alessia Ferreccio: Commento al Libro II dei Posthomerica di Quinto Smirneo (= Pleiadi. Studi sulla letteratura antica. Band 18). Edizioni di storia e letteratura, Rom 2014.
- Alan James und Kevin Lee: A Commentary on Quintus of Smyrna Posthomerica V (= Mnemosyne Supplements. Band 208). Brill, Leiden/Boston/Köln 2000, ISBN 90-04-11594-3.
- Georgios P. Tsomis: Quintus Smyrnaeus: Kommentar zum siebten Buch der Posthomerica (= Palingenesia. Band 110). Franz Steiner, Stuttgart 2018, ISBN 978-3-515-11882-8.
- Elena Langella: Commento al libro VII dei Posthomerica di Quinto Smirneo. Dissertation, Universität Mailand 2018/2019 (online).
- Georgios P. Tsomis: Quintus Smyrnaeus. Originalität und Rezeption im zehnten Buch der "Posthomerica". Ein Kommentar (= Bochumer Altertumswissenschaftliches Colloquium. Band 103). Wissenschaftlicher Verlag Trier, Trier 2018, ISBN 978-3-86821-752-0.
- Malcolm Campbell: A Commentary of Quintus Smyrnaeus Posthomerica XII (= Mnemosyne Supplements. Band 71). Brill, Leiden 1981, ISBN 90-04-06502-4.
- Stephan Renker: A commentary on Quintus of Smyrna, Posthomerica 13 (= Bamberger Studien zu Literatur, Kultur und Medien. Band 29). University of Bamberg Press, Bamberg 2020, ISBN 978-3-86309-739-4 (online).
- Katerina Carvounis: A Commentary on Quintus of Smyrna, Posthomerica 14. Oxford University Press, Oxford 2019, ISBN 978-0-19-956505-4.